# Médaille Penrose
La médaille Penrose (en anglais : Penrose Medal) est une distinction créée en 1927 par Richard Alexander Fullerton Penrose Jr.. Elle est la plus haute récompense décernée par la Société américaine de géologie (en anglais Geological Society of America, GSA) pour des travaux concernant la géologie.

## Liste des lauréats
- 2023 Suzanne Mahlburg Kay (en)
- 2022 An Yin (en)
- 2021  Ian W.D. Dalziel
- 2020  James G. Moore
- 2019  Tanya Atwater
- 2018  Kent C. Condie (en)
- 2017  George Plafker
- 2016  John T. Andrews
- 2015  James W Head
- 2014  Susan Kieffer
- 2013  Steven M. Stanley
- 2012  Raymond A. Price
- 2011  Paul F. Hoffman
- 2010  Eric J. Essene
- 2009 	B. Clark Burchfiel
- 2008 	George A. Thompson
- 2007 	Kevin C. A. Burke
- 2006 	Steve Kesler
- 2005 	Minze Stuiver
- 2004 	Wallace Gary Ernst
- 2003 	Peter R. Vail
- 2002 	Walter Alvarez
- 2001 	Kenneth Jinghwa Hsu
- 2000 	Robert L. Folk
- 1999 	M. Gordon Wolman
- 1998 	Jack E. Oliver
- 1997 	John D. Bredehoeft
- 1996 	John R. L. Allen
- 1995 	John C. Crowell
- 1994 	Luna B. Leopold
- 1993 	Alfred G. Fischer
- 1992 	John Frederick Dewey
- 1991 	William R. Dickinson
- 1990 	Norman D. Newell
- 1989 	Warren Bell Hamilton
- 1988 	Robert S. Dietz
- 1987 	Marland Pratt Billings
- 1986 	Laurence L. Sloss
- 1985 	Rudolf Trümpy
- 1984 	Donald E. White
- 1983 	G. Arthur Cooper
- 1982 	Aaron C. Waters
- 1981 	John Rodgers
- 1980 	Hollis Dow Hedberg
- 1979 	J Harlen Bretz
- 1978 	Robert M. Garrels
- 1977 	Robert P. Sharp
- 1976 	Preston Cloud
- 1975 	Francis J. Pettijohn
- 1974 	William Maurice Ewing
- 1973 	Marion King Hubbert
- 1972 	Wilmot H. Bradley
- 1971 	Marshall Kay
- 1970 	Ralph Alger Bagnold
- 1969 	Francis Birch
- 1968 	J. Tuzo Wilson
- 1967 	Herbert Harold Read
- 1966 	Harry H. Hess
- 1965 	Philip Burke King
- 1964 	Donnel Foster Hewett
- 1963 	William Walden Rubey
- 1962 	Alfred Sherwood Romer
- 1961 	Philip Kuenen
- 1960 	Walter Hermann Bucher
- 1959 	Adolph Knopf
- 1958 	James Gilluly
- 1957 	Bruno Sander
- 1956 	Arthur Holmes
- 1955 	Maurice Gignoux
- 1954 	Arthur Francis Buddington
- 1953 	Esper S. Larsen Jr.
- 1952 	George Gaylord Simpson
- 1951 	Pentti Eskola
- 1950 	Morley Evans Wilson
- 1949 	Wendell P. Woodring
- 1948 	Hans Cloos
- 1947 	Arthur Louis Day
- 1946 	Thomas Wayland Vaughan
- 1945 	Felix Andries Vening Meinesz
- 1944 	Bailey Willis
- 1943 non attribué
- 1942 	Charles Kenneth Leith
- 1941 	Norman Levi Bowen
- 1940 	Nelson Horatio Darton
- 1939 	William Berryman Scott
- 1938 	Andrew Cowper Lawson
- 1937 non attribué
- 1936 	Arthur Philemon Coleman
- 1935 	Reginald Aldworth Daly
- 1934 	Charles Schuchert
- 1933 	Waldemar Lindgren
- 1932 	Edward Oscar Ulrich
- 1931 	William Morris Davis
- 1930 	Alfred Lacroix
- 1929 non attribué
- 1928 	Jakob Johannes Sederholm
- 1927 	Thomas Chrowder Chamberlin